# Eastwell Park

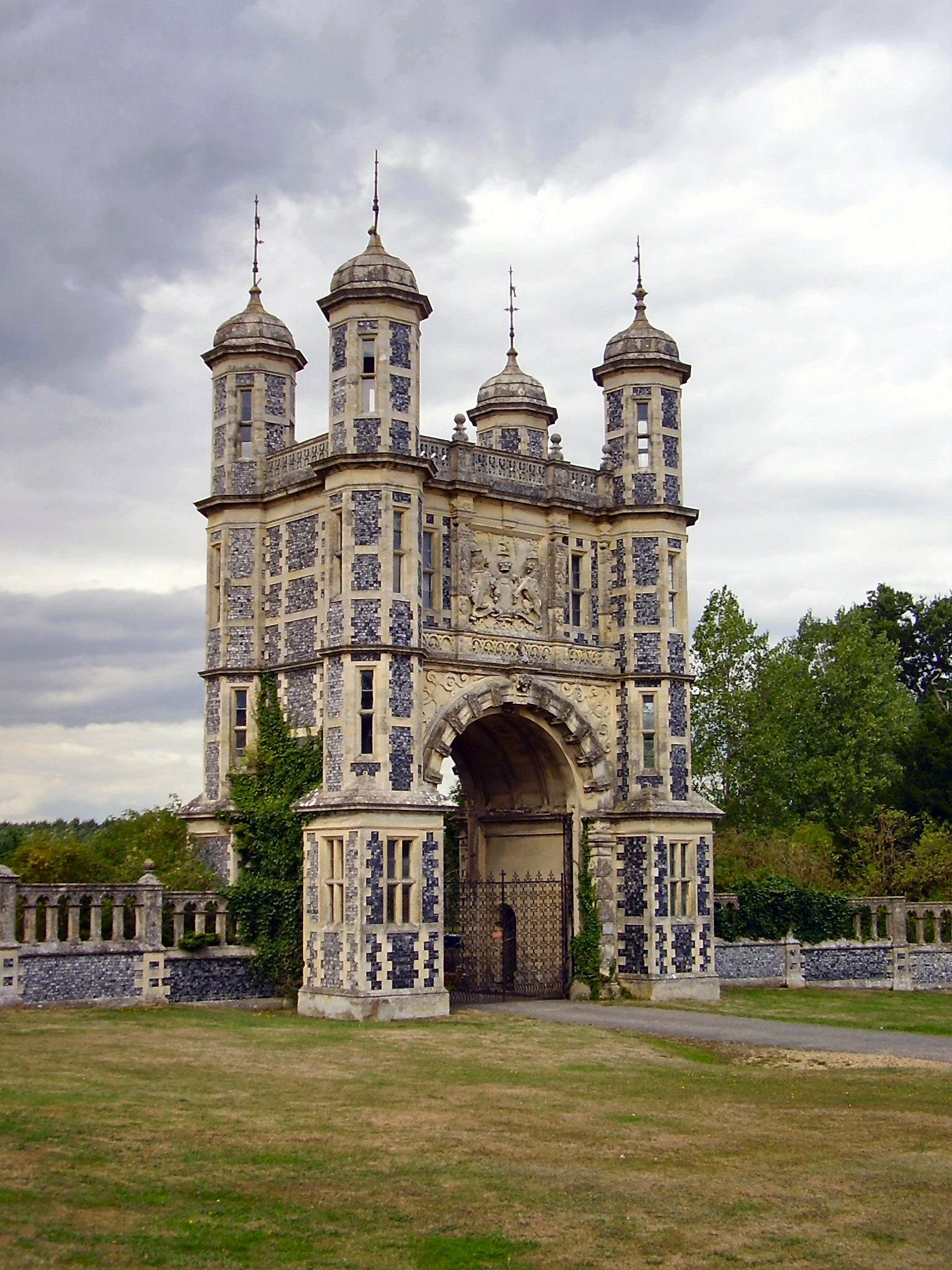
Eastwell Towers

Eastwell Park was een Engels landhuis in de parochie van Eastwell, grenzend aan Ashford in Kent, dat voor een tijd gediend heeft als een koninklijke residentie. Het huis werd gesloopt in de jaren '20 en vervangen door een groot huis genaamd Eastwell Manor, dat momenteel dient als hotel. Het oorspronkelijke huis werd gebouwd voor Sir Thomas Moyle tussen 1540 en 1550, door Richard Plantagenet, die beweerde een zoon te zijn van Richard III van Engeland. Het huidige huis werd gebouwd tussen 1793 en 1799 voor George Finch Hatton, 9e graaf van Winchilsea. Een victoriaanse Tudorstijl-vleugel werd later toegevoegd.
In het midden van de jaren '60 verkeerde een van de opvolgers van Finch Hatton, George Finch-Hatton, 11e graaf van Winchilsea, in ernstige financiële moeilijkheden. Op 4 december 1868 werd het landhuis, inclusief het meubilair, overgenomen door de James Hamilton, hertog van Abercorn, voor een periode van vijf jaar. Winchilsea was verplicht om het pand te verlaten vóór december 1868 en werd hij formeel failliet verklaard op 5 oktober 1870
Eastwell Park werd vervolgens van 1874 tot 1893 gehuurd door de Alfred van Saksen-Coburg en Gotha en Maria Aleksandrovna van Rusland, de hertogen van Edinburgh. De hertog was de tweede zoon van koningin Victoria, de hertogin was oorspronkelijk een groothertogin van Rusland. Hun dochter, Marie van Edinburgh, (die later koningin van Roemenië werd), werd geboren in het huis in 1875. In haar memoires schrijft ze: "Mooi Eastwell met zijn grote grijze huis, zijn prachtige park, met zijn kuddes herten en pittoreske vee, zijn meer, de bossen, de tuin met de oude boom". De familie verliet het huis nadat de hertog van het hertogdom Saksen-Coburg en Gotha erfde in 1893. Eastwell Park werd gesloopt in 1926.
Een groot nieuw huis in de neo-elizabethaanse stijl, Eastwell Manor genaamd, werd gebouwd op de plek en dient nu als hotel. Het oorspronkelijke poortgebouw, thans bekend als Eastwell Towers, dat werd gebouwd in 1848, staat nog steeds op het landgoed. Andere overblijfselen omvatten een verwoeste kerk, daterende uit de 14e eeuw. Een golfbaan van negen holes is aangelegd op het terrein.

## Bekende bewoners
- Richard Plantagenet
- Marie van Edinburgh
- Beatrice van Saksen-Coburg-Gotha
- Sir Thomas Moyle
- Graaf van Winchilsea en Nottingham